# Diecéze Ndalatando
Diecéze Ndalatando je diecéze římskokatolické církve, nacházející se v Angole.

## Území
Diecéze zahrnuje celé území provincie Cuanza Nord.
Biskupským sídlem je město N'dalatando, kde se nachází hlavní chrám katedrála svatého Jana Křtitele.
Rozděluje se 9 farností. K roku 2013 měla 225 617 věřících, 7 diecézních kněží, 17 řeholních kněží, 24 řeholníků a 67 řeholnic.

## Historie
Diecéze byla založena 26. března 1990 bulou Peculiari quidem papeže Jana Pavla II. a to z části území arcidiecéze Luanda, a stala se její sufragánou.
Dne 12. dubna 2011 vstoupila do církevní provincie arcidiecéze Malanje.

## Seznam biskupů
- Pedro Luís Guido Scarpa, O.F.M.Cap. (1990–2005)
- Almeida Kanda (od 2005)